# Chahar-Cheragh-Platz

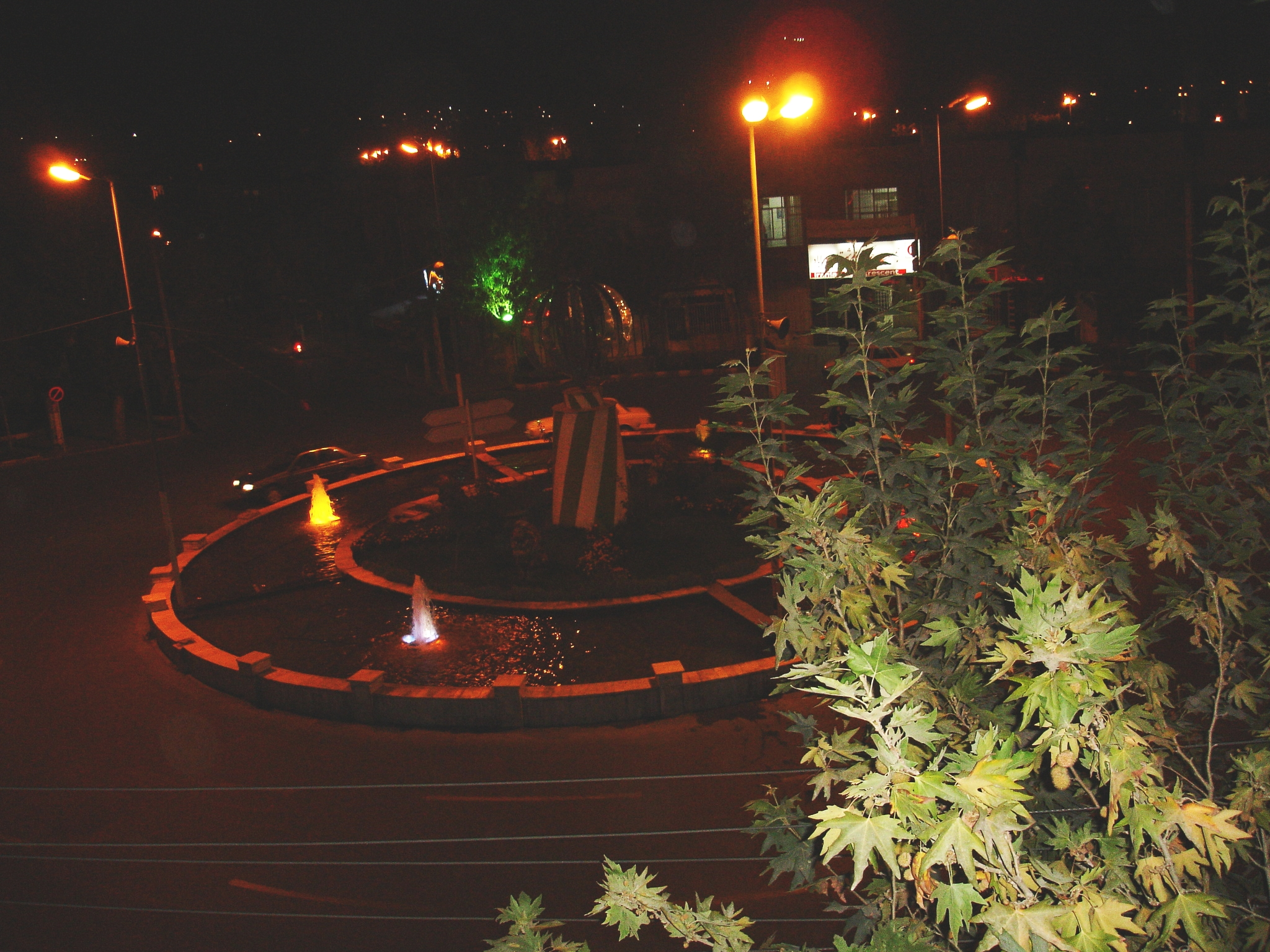
Chahar-Cheragh-Platz bei Nacht.

Der Chahar-Cheragh-Platz (auch Car Cira, persisch چهارچراغ, DMG Čahār-Čerāġ, ‚Vier Lampen‘; kurdisch مەیدانی چوارچرا Meydana Çarçira) liegt in der kurdisch geprägten iranischen Stadt Mahābād.
An diesem Platz, welcher einer der ältesten der Stadt ist, wurde kurz nach dem Zweiten Weltkrieg die kurzlebige Republik Kurdistan ausgerufen. Nach Niederschlagung der Republik durch die Zentralregierung Mohammad Reza Pahlavis wurden hier der Präsident der Republik Mahābād, Qazi Mohammed, und einige seiner Minister erhängt. Während der Unruhen in Mahabad nach dem Tod von Schuaneh Ghaderi im Jahr 2005 sollen bis zu 50.000 Personen laut Angaben der Demokratischen Partei Kurdistan-Iran (DPK-I) an Demonstrationen gegen die iranische Regierung teilgenommen haben.

Koordinaten: 36° 45′ 54,8″ N, 45° 43′ 18,3″ O